# Euchromius subcambridgei
Euchromius subcambridgei is een vlinder uit de familie grasmotten (Crambidae). De wetenschappelijke naam van deze soort is voor het eerst geldig gepubliceerd in 1965 door Błeszyński.
De soort komt voor in tropisch Afrika.